# Asplenium persicifolium
Asplenium persicifolium är en svartbräkenväxtart som beskrevs av John Smith. Asplenium persicifolium ingår i släktet Asplenium och familjen Aspleniaceae. Inga underarter finns listade.